# M7 프리스트
M7 자주포 프리스트는 미국 및 연합군이 제2차 세계 대전 당시 사용하던 자주포이다. M4 셔먼 또는 M3 리 전차 차체를 이용했다. '프리스트'라는 이름은 영국군이 붙인 이름이다.

## 개발
1942년 당시 미군은 화력지원을 위해 M3 반궤도 장갑차에 75mm 곡사포를 장착하였으나 화력 지원에 한계가 있었다. 그대신에 중전차인 M3 리 전차 차체에 강력한 105mm 곡사포를 장착하여 1942년부터 생산을 시작하였다. 이 자주포는 6 ~ 7명을 태울 수 있었고 M2 중기관총을 장착하였고, 후기형은 M3 리 전차 차체 대신에 M4 셔먼 차체를 이용하였다. 약 5,000 대가 생산되었으며 영국군에도 이 자주포를 대량으로 운용하였다.

## 기종
- M7

가장 기본적인 형태이다.
- M7B1

가장 보편화된 타입이다.
- M7B2

마지막 생산형이며 한국 전쟁 당시에도 사용되었다.

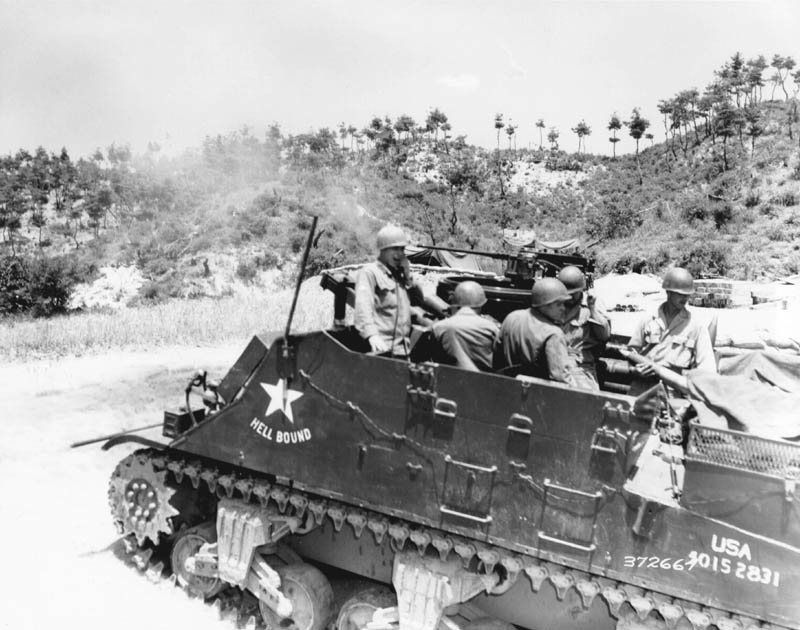
한국 전쟁 당시M7 곡사포(1951).